# Технолошки универзитет у Талину
Технолошки универзитет у Талину (ест. Tallinna Tehnikaülikool) је државни универзитет у Талину. Једини је технолошки универзитет у Естонији. Осим у Талину, настава се одржава и у Тартуу и Кохтла-Јарву. Упркос сличним називима, Универзитет у Талину и Технолошки универзитет у Талину су две засебне институције.